# DB E 410 sorozat

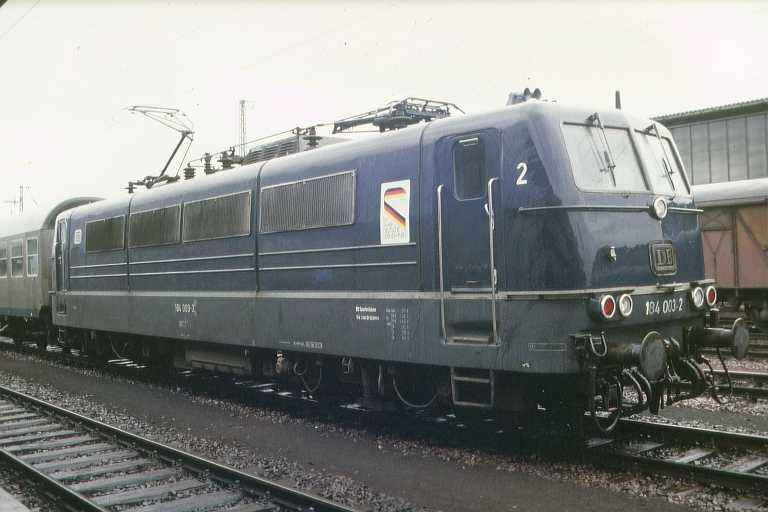

A DB E 410 sorozat (később DB 184 sorozat) egy német Bo'Bo' tengelyelrendezésű, négy áramrendszerű villamosmozdony-sorozat. Összesen öt darab készült a sorozatból a Krupp, az AEG és a BBC gyáraiban.